# Coniopteryx (Xeroconiopteryx) tropica
Coniopteryx (Xeroconiopteryx) tropica is een insect uit de familie van de dwerggaasvliegen (Coniopterygidae), die tot de orde netvleugeligen (Neuroptera) behoort. 
Coniopteryx (Xeroconiopteryx) tropica is voor het eerst wetenschappelijk beschreven door Sziráki in 1994.